# Flagi powiatów w województwie małopolskim
Flagi powiatów w województwie małopolskim – lista symboli powiatowych w postaci flagi, obowiązujących w województwie małopolskim.

Flaga województwa małopolskiego

Zgodnie z definicją, flaga to płat tkaniny określonego kształtu, barwy i znaczenia, przymocowywany do drzewca lub masztu. Może on również zawierać herb lub godło danej jednostki administracyjnej. W Polsce jednostki terytorialne (rady gmin, miast i powiatów) mogą ustanawiać flagi zgodnie z „Ustawą z dnia 21 grudnia 1978 o odznakach i mundurach”. W pierwotnej wersji pozwalała ona jednostkom terytorialnym jedynie na ustanawianie herbów. Dopiero „Ustawa z dnia 29 grudnia 1998 o zmianie niektórych ustaw w związku z wdrożeniem reformy ustrojowej państwa” oficjalnie potwierdziła prawo województw, powiatów i gmin do ustanawiania tego symbolu jednostki terytorialnej. Z tej zmiany skorzystały powiaty, przywrócone w 1999.
Od 2002 w województwie małopolskim swoją flagę ma wszystkie 19 powiatów oraz wszystkie 3 miasta na prawach powiatu. Symbol ten, w 1999, ustanowiło samo województwo.

## Lista obowiązujących flag powiatowych

### Miasta na prawach powiatu
| Powiat           | Wzór | Opis |
| ---------------- | ---- | --- |
| Miasto Kraków    |      | Wzór flagi miasta obowiązuje od 1815, został potwierdzony uchwałą nr XIX/132/91 z 15 marca 1991. Jest to prostokątny płat tkaniny o proporcjach 5:8, podzielony na dwa równe poziome pasy: biały i błękitny.                                                            |
| Miasto Nowy Sącz |      | Pierwsza wersja flagi miasta została ustanowiona w 2002, obecna została ustanowiona uchwałą nr XLV/467/2017 z 17 października 2017. Jest to prostokątny płat tkaniny o proporcjach 5:8 koloru błękitnego, w którego centralnej części umieszczono godło z herbu miasta. |
| Miasto Tarnów    |      | Flaga miasta to prostokątny płat tkaniny koloru błękitnego, w którego centralnej części umieszczono herb miasta. |

### Powiaty
| Powiat             | Wzór | Opis |
| ------------------ | ---- | --- |
| Powiat bocheński   |      | Flaga powiatu została ustanowiona uchwałą nr XVI/128/2000 z 19 września 2000. Jest to prostokątny płat tkaniny o proporcjach 5:8, podzielony na trzy równe poziome pasy: żółty, czerwony i niebieski. W jego centralnej części umieszczono herb powiatu. |
| Powiat brzeski     |      | Flaga powiatu, autorstwa Wojciecha Drelicharza, Zenona Piecha oraz Barbary Widłak, została ustanowiona 25 listopada 1999. Jest to prostokątny płat tkaniny o proporcjach 5:8, podzielony na trzy poziome pasy: biały, żółty i czerwony w stosunku 2:1:2. W jego centralnej części umieszczono herb powiatu. |
| Powiat chrzanowski |      | Flaga powiatu to prostokątny płat tkaniny o proporcjach 5:8, podzielony na trzy poziome pasy: biały, żółty i czerwony w stosunku 2:1:2. W jego centralnej części umieszczono herb powiatu. |
| Powiat dąbrowski   |      | Pierwsza wersja flagi powiatu została ustanowiona w 2000, obecna została ustanowiona uchwałą nr z VIII/74/07 3 lipca 2007. Jest to prostokątny płat tkaniny o proporcjach 5:8, podzielony na cztery pionowe pasy: biały, z herbem powiatu oraz dwa czerwone, przedzielone złotym w stosunku 7:1:1:5. |
| Powiat gorlicki    |      | Flaga powiatu, autorstwa Wojciecha Drelicharza, Zenona Piecha oraz Barbary Widłak, została ustanowiona uchwałą nr XXXIX/483/02 z 30 kwietnia 2002. Jest to prostokątny płat tkaniny o proporcjach 5:8, podzielony na trzy poziome pasy: biały, żółty i czerwony w stosunku 2:1:2. W jego centralnej części umieszczono herb powiatu.                                                                                   |
| Powiat krakowski   |      | Flaga powiatu, autorstwa Wojciecha Drelicharza, Zenona Piecha oraz Barbary Widłak, została ustanowiona uchwałą nr X/44/99 z 27 sierpnia 1999. Jest to prostokątny płat tkaniny o proporcjach 5:8, podzielony na trzy poziome pasy: biały, żółty i czerwony w stosunku 2:1:2. W jego centralnej części umieszczono herb powiatu.                                                                                        |
| Powiat limanowski  |      | Flaga powiatu, autorstwa Wojciecha Drelicharza, Zenona Piecha oraz Barbary Widłak, została ustanowiona uchwałą nr XLIII/363/02 z 31 sierpnia 2002 (z powodu błędów formalnych ponownie uchwałą nr XXXIII/294/06 z 12 kwietnia 2006). Jest to prostokątny płat tkaniny o proporcjach 5:8, podzielony na trzy poziome pasy: biały, żółty i czerwony w stosunku 2:1:2. W jego centralnej części umieszczono herb powiatu. |
| Powiat miechowski  |      | Flaga powiatu, autorstwa Wojciecha Drelicharza, Zenona Piecha oraz Barbary Widłak, została ustanowiona uchwałą nr XIII/75/99 z 15 listopada 1999. Jest to prostokątny płat tkaniny o proporcjach 5:8, podzielony na trzy poziome pasy: biały, żółty i czerwony w stosunku 2:1:2. W jego centralnej części umieszczono herb powiatu.                                                                                    |
| Powiat myślenicki  |      | Flaga powiatu, autorstwa Wojciecha Drelicharza, Zenona Piecha oraz Barbary Widłak, została ustanowiona uchwałą nr XLII/280/2001 z 28 grudnia 2001. Jest to prostokątny płat tkaniny o proporcjach 5:8, podzielony na trzy poziome pasy: biały, żółty i czerwony w stosunku 2:1:2. W jego centralnej części umieszczono herb powiatu.                                                                                   |
| Powiat nowosądecki |      | Flaga powiatu to prostokątny płat tkaniny o proporcjach 5:8, podzielony na dwie części: lewą, podzieloną na sześć czerwonych i żółtych pasów oraz prawą czerwoną, z dziewięcioma złotymi gwiazdami. Są to symbole z herbu powiatu. |
| Powiat nowotarski  |      | Flaga powiatu została ustanowiona uchwałą nr 175/XXI/2000 z 11 sierpnia 2000. Jest to prostokątny płat tkaniny o proporcjach 5:8, podzielony na trzy poziome pasy: biały, żółty i czerwony w stosunku 2:1:2. W jego centralnej części umieszczono herb powiatu. |
| Powiat olkuski     |      | Flaga powiatu, autorstwa Wojciecha Drelicharza, Zenona Piecha oraz Barbary Widłak, została ustanowiona uchwałą nr XX/129/2000 z 18 czerwca 2000. Jest to prostokątny płat tkaniny o proporcjach 5:8, podzielony na trzy poziome pasy: biały, żółty i czerwony w stosunku 2:1:2. W jego centralnej części umieszczono herb powiatu.                                                                                     |
| Powiat oświęcimski |      | Flaga powiatu, autorstwa Wojciecha Drelicharza, Zenona Piecha oraz Barbary Widłak, została ustanowiona uchwałą nr XII/88/99 z 10 listopada 1999. Jest to prostokątny płat tkaniny o proporcjach 5:8, podzielony na trzy poziome pasy: biały, żółty i czerwony w stosunku 2:1:2. W jego centralnej części umieszczono herb powiatu.                                                                                     |
| Powiat proszowicki |      | Flaga powiatu, autorstwa Alfreda Znamierowskiego, została ustanowiona uchwałą nr XI/50/2000 z 15 lutego 2000. Jest to prostokątny płat tkaniny o proporcjach 5:8 koloru czerwonego, z trzema równymi pionowymi pasami: białym, czerwony i żółtym z lewej strony oraz godłem z herbu powiatu w jego centralnej części.                                                                                                  |
| Powiat suski       |      | Flaga powiatu została ustanowiona uchwałą nr XIV/75/2000 z 14 marca 2000. Jest to prostokątny płat tkaniny o proporcjach 5:8, podzielony na trzy poziome pasy: biały, żółty i czerwony w stosunku 2:1:2. W jego centralnej części umieszczono herb powiatu. |
| Powiat tarnowski   |      | Flaga powiatu, autorstwa Wojciecha Drelicharza, Zenona Piecha oraz Barbary Widłak, została ustanowiona 29 grudnia 1999. Jest to prostokątny płat tkaniny o proporcjach 5:8, podzielony na trzy poziome pasy: biały, żółty i czerwony w stosunku 2:1:2. W jego centralnej części umieszczono herb powiatu. |
| Powiat tatrzański  |      | Flaga powiatu została ustanowiona uchwałą nr VII/38/99 z 10 maja 1999. Jest to prostokątny płat tkaniny o proporcjach 5:8, podzielony na trzy pionowe pasy: dwa zielone i biały w stosunku 1:2:1. W jego centralnej części umieszczono herb powiatu. |
| Powiat wadowicki   |      | Flaga powiatu, autorstwa Wojciecha Drelicharza, Zenona Piecha oraz Barbary Widłak, została ustanowiona uchwałą nr XXVII/257/02 z 7 marca 2002. Jest to prostokątny płat tkaniny o proporcjach 5:8, podzielony na trzy poziome pasy: biały, żółty i czerwony w stosunku 2:1:2. W jego centralnej części umieszczono herb powiatu.                                                                                       |
| Powiat wielicki    |      | Flaga powiatu autorstwa Wojciecha Drelicharza, Zenona Piecha oraz Barbary Widłak, została ustanowiona 28 sierpnia 2001. Jest to prostokątny płat tkaniny o proporcjach 5:8, podzielony na trzy poziome pasy: biały, żółty i czerwony w stosunku 2:1:2. W jego centralnej części umieszczono herb powiatu. |